# Al-Futuwwa (Palestine)
Pour les articles homonymes, voir Al-Futuwwa.
al-Futuwwa est une organisation de jeunesse paramilitaire arabe créée en Palestine mandataire pour servir de réserves de recrutement au clan des al-Husseini.
L'organisation connut du succès dans la banlieue de Jérusalem, fief des al-Husseinis et compta quelques milliers de membres. Son activité principale consista cependant à parader en uniforme. Ses membres s'engagèrent dans la Jaysh al-Jihad al-Muqaddas d'Abd al-Kader al-Husseini lors de la Guerre de Palestine de 1948.